# Мазурија
Мазурија (пољ. Mazury) је историјска област на североистоку Пољске у базену реке Висле на граници са Русијом и Белорусијом. Регион је познат по 2000 недирнутих језера. 
У периоду између XI и XIII века, територија била насељена старопруским племеном Мазури. Након тога, регион потпада под власт витезова Тевтонског реда, да би се касније смењивао утицај пољских и немачких држава. Током зиме 1708. године шведске војне трупе под командом Карла XII прешле су преко Мазурије у Русију.
Пре Другог светског рата, заједно са Калињинградском области, која је сада део Руске Федерације, Мазурија је била део Источне Пруске.